# Bradyidius pacificus
Bradyidius pacificus är en kräftdjursart som först beskrevs av Brodsky 1950.  Bradyidius pacificus ingår i släktet Bradyidius och familjen Aetideidae. Inga underarter finns listade i Catalogue of Life.